# Xerospiraea
Xerospiraea es un género monotípico de plantas perteneciente a la familia de las rosáceas. Su única especie: Xerospiraea hartwegiana (Rydb.) Henr., es originaria de México.

## Taxonomía
Xerospiraea hartwegiana fue descrita por (Rydb.) Henrickson y publicado en Aliso 11(2): 206, en el año 1985.
Sinonimia
- Spiraea northcraftii I.M.Johnst.
- Spiraea parvifolia Benth.[3]